# Streaky
Streaky è un personaggio dei fumetti creato da Otto Binder e Jim Mooney nel 1960, pubblicato dalla DC Comics.
Streaky è un gatto che fa parte della famiglia dei superanimali, insieme con Krypto il super-cane e Beppo la super-scimmia.
In Italia nel cartone Krypto The Super Dog si chiama Streghetto

## Le origini
La Supergirl pre-Crisis, nel tentativo di annullare gli effetti letali della kryptonite verde, sviluppa la kryptonite-X, che tuttavia non risulta efficace per contrastare gli effetti della kryptonite classica. Il pezzo di minerale artificiale, però, finisce nel gomitolo di Streaky, che nel momento in cui inizia a giocarvi, acquisisce degli incredibili superpoteri, al termine dei quali ritorna un gatto qualsiasi. In questo modo il suo gomitolo agisce come una sorta di carica batterie (un po' come la lanterna di Lanterna Verde): infatti, ogni volta che si avvicina al gomitolo, Streaky riacquista le sue incredibili proprietà.
Componente della Legione dei Super Animali, rappresenta la creazione più ingenua di quegli anni: senza grandi pretese, è uno dei personaggi che hanno meno attecchito nell'immaginario collettivo, nemmeno quando il suo discendente, Whizzy, ha fatto brevemente parte della Legione dei Supereroi.